# Proserpina (Shelley)
Proserpina, un drama mitológico en dos actos (título original en inglés: Proserpine, a mythological drama in two acts), es un drama en verso escrito para niños por el matrimonio de escritores románticos británicos Mary Shelley y Percy Bysshe Shelley. Mary escribió el verso blanco del drama y Percy contribuyó con dos poemas líricos. Compuesto en 1820 cuando los Shelley vivían en Italia, a menudo se le considera pareja de Midas, también obra del matrimonio. Proserpina se publicó por primera vez en 1832 en el periódico londinense The Winter's Wreath. Si alguna vez hubo intención de representar la obra es tema de debate entre los expertos.
El drama se basa en el relato de Ovidio sobre el secuestro de Proserpina por Plutón, que a su vez se basa en el mito griego de Deméter y Perséfone. La versión de Mary Shelley se centra en los personajes femeninos. En una versión en gran parte feminista, vista desde la perspectiva de Ceres, Mary Shelley pone de relieve la separación de la madre y la hija, así como la resistencia que ofrece una comunidad de mujeres. Ceres representa la vida y el amor, Plutón la muerte y la violencia. Los géneros del texto también reflejan los debates contemporáneos al respecto. La contribución de Percy en la forma de los versos líricos estuvo en la línea que tradicionalmente habían dominado los hombres; Mary creó un drama con elementos comunes en la escritura feminista de principios del siglo XIX: detalles cotidianos y diálogos con empatía.
Proserpina es parte de una tradición femenina literaria que, como describió la crítica literaria feminista Susan Gubar, ha usado la historia de Ceres y Proserpina para «redefinir, reafirmar y celebrar su propia conciencia femenina». Sin embargo, la obra fue descuidada y marginada por los críticos.

## Contexto

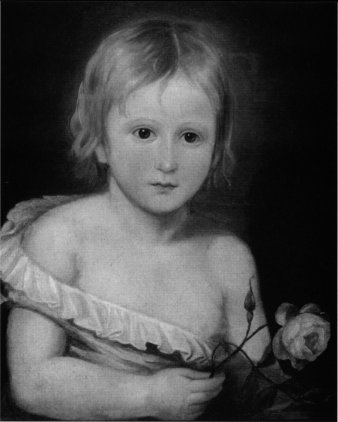
Retrato de William "Willmouse" Shelley justo antes de morir a causa de la malaria (Amelia Curran, 1819).

En marzo de 1818, los Shelley se mudaron a Italia, donde sus dos hijos, Clara y William, murieron al poco tiempo. Mary cayó en una profunda depresión, y llegó a alejarse de su marido. Se recuperó, hasta cierto punto, con el nacimiento de Percy Florence Shelley, ya entrado 1819.
A pesar de su inconsolable pena, Jimena  continuó estudiando y leyendo como había hecho a lo largo de su vida. Entre 1818 y 1820 Mary asimiló una gran cantidad de dramas, y leyó la mayoría de las obras de William Shakespeare, algunas de ellas con Percy, quien consideró que Mary tenía talento para las obras dramáticas, y la convenció para que estudiara las grandes obras de la literatura inglesa, francesa, latina e italiana, así como teoría dramática. Percy incluso le pidió consejo sobre su obra Los Cenci, y Mary transcribió el manuscrito de su drama Prometeo liberado. Los Shelley también asistían a óperas, ballets y representaciones teatrales, y Percy alentó a su esposa a traducir la obra de Vittorio Alfieri Mirra (1785), una tragedia sobre el incesto entre padre e hija que la influyó a la hora de escribir su novela Mathilda.
Los estudios de Mary Shelley durante esos años fueron amplios. Empezó a estudiar griego en 1820 y a leer mucho. Por ejemplo, leyó el tratado filosófico de Jean-Jacques Rousseau Emilio, o De la educación (1762) y su novela sentimental Julia, o la nueva Eloísa (1761), y también el libro para niños de Thomas Day, La historia de Sandford y Merton (1783-89). La crítica Marjean Purinton apunta que sus lecturas, en el periodo en el que escribió Proserpina, incluyeron «tratados educativos y literatura infantil, repletas de moralismos acerca de los comportamientos de los géneros», al igual que las obras de su madre Mary Wollstonecraft, Reflexiones sobre la educación de las hijas (1787) y Relatos originales de la vida real (1788), que eran parte de los tradicionales libros de conducta que cuestionaban el papel de la mujer. Mary Shelley también había estado leyendo Las metamorfosis, de Ovidio, al menos desde 1815, y continuaba haciéndolo en 1820.

## Composición y publicación

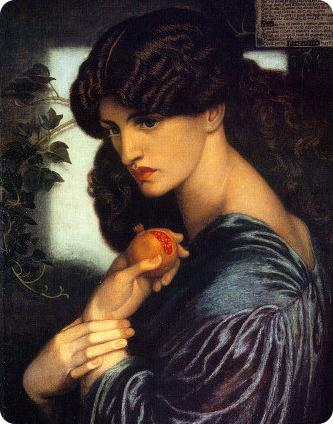
Proserpina, por Dante Gabriel Rossetti.

Mary Shelley escribió Proserpina en 1820, y la concluyó el 3 de abril, según consta en su diario personal. Percy Shelley contribuyó con dos poesías líricas: «Aretusa» y «Canto de Proserpina mientras recoge flores en la llanura de Enna». Un fragmento del manuscrito, que se conserva en la Colección Carl H. Pforzheimer de la Biblioteca Pública de Nueva York, demuestra que ambos trabajaron de manera conjunta en el proyecto. Según su amigo Thomas Medwin, Percy disfrutó mucho de la obra y, a veces, alteró el manuscrito conforme lo iba leyendo. En su biografía de Mary Shelley, Miranda Seymour especula que ambas obras, Midas y Proserpina, fueron escritas para dos chicas jóvenes que conocieron y entablaron amistad con Mary, Laurette y Nerina Tighe. Las jóvenes eran hijas de unos amigos de los Shelley en Italia, y su madre era una antigua alumna de Mary Wollstonecraft, la madre de Mary Shelley. Ese mismo año, Mary Shelley escribió la historia infantil de Maurice para Laurette.
En 1824 Mary presentó Proserpina al The Browning Box, dirigido por Bryan Walter Procter, para su publicación, pero fue rechazada. La obra se publicó por primera vez en 1832 en el periódico londinense The Winter's Wreath. Mary suprimió una quinta parte de la obra —unas 120 líneas— en esa versión, eliminó algunas de las historias del primer acto, incluyó el poema de Percy «Aretusa» (que en 1824 incorporó en su colección póstuma llamada Poemas póstumos, Posthumous Poems, de su esposo), y reescribió algunas líneas. Añadió además un siniestro sueño al drama, que presagiaba el secuestro de Proserpina. Sus esfuerzos para publicar el drama en el encabezado de esos periódicos durante la composición de la obra sugieren que Proserpina era una obra de literatura infantil.

## Argumento

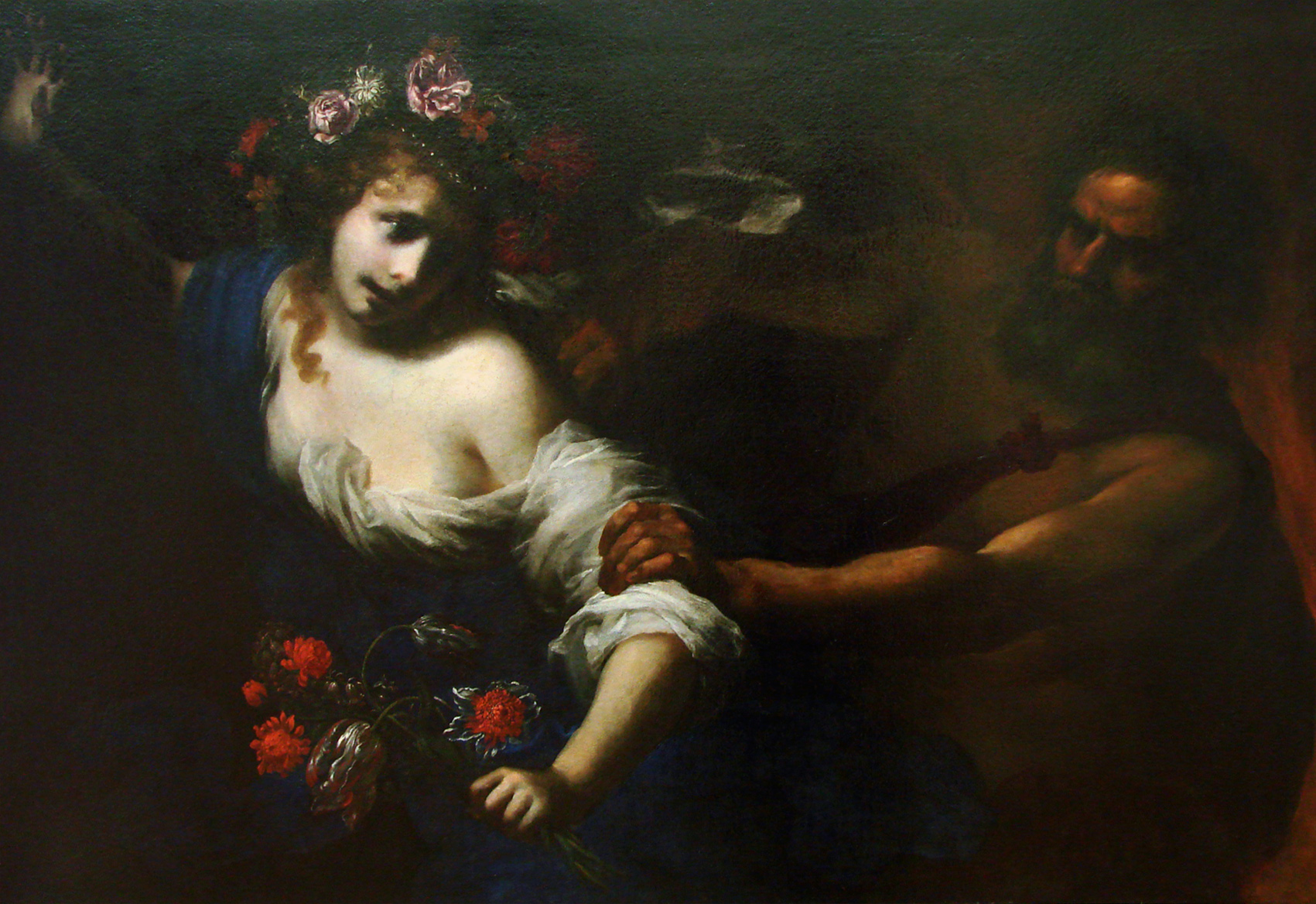
El secuestro de Proserpina (c. 1650) por Simone Pignoni.

El primer acto comienza cuando Ceres deja a su hija Proserpina bajo la protección de dos ninfas, Ino y Eunoe, a las que advierte que no salgan a pasear. Proserpina le pide a Ino que le cuente una historia, y esta recita el cuento de Aretusa. Tras contar la historia, las tres se dedican a recoger flores. Buscando más flores, las dos ninfas se desvían y pierden de vista a Proserpina, quien se ha marchado cuando regresan; la búsqueda resulta en vano. Ceres vuelve enfadada y asustada por la pérdida de su pequeña:

I will away, and on the highest top

Of snowy Etna, kindle two clear flames.

Night shall not hide her from my anxious search,

No moment will I rest, or sleep, or pause

Till she returns, until I clasp again

My only loved one, my lost Proserpine.
Me iré, y en la cumbre más alta

del nevado Etna, encenderé dos llamas.

La noche no la ocultará de mi ansiosa búsqueda,

En ningún momento descansaré, o dormiré, o me detendré

Hasta que ella regrese, hasta tenerla de nuevo entre mis brazos

Mi único amor, mi Proserpina perdida.

El segundo acto comienza tiempo después; Ino se lamenta: 

How all is changed since that unhappy eve!

Ceres forever weeps, seeking her child

And in her rage has struck the land with blight.
¡Como ha cambiado todo desde aquella triste víspera!

Ceres llora sin parar, buscando a su hija

Y en su furia ha enviado plagas a la tierra.

Aretusa llega y cuenta a Ceres que ha visto a Plutón llevándose a Proserpina. Ceres le pide ayuda a Júpiter y aparece Iris diciendo que el destino de Proserpina es inamovible. Sin embargo, Júpiter está de acuerdo en que, si Proserpina no prueba la comida del inframundo, podrá regresar. El grupo sale en busca de Proserpina, quienes creen que no ha comido ningún alimento contaminado, pero la joven es tentada por Ascálafo, una sombra del inframundo, con unas semillas de granada que acaba comiendo. Ceres, Ino y Aretusa se exilian voluntariamente al inframundo, y llevan consigo sus tesoros, como la fecundidad. Sin embargo, su sacrificio no es permitido. Iris relata la decisión de Júpiter recordando el destino de Proserpina:

When Enna is starred by flowers, and the sun

Shoots his hot rays strait on the gladsome land,

When Summer reigns, then thou shalt live on Earth,

And tread these plains, or sporting with your nymphs,

Or at your Mother's side, in peaceful joy.

But when hard frost congeals the bare, black ground,

The trees have lost their leaves, & painted birds

Wailing for food sail through the piercing air;

Then you descend to deepest night and reign

Great Queen of Tartarus.
Cuando Enna esté cubierta de flores como estrellas, y el sol

arroje sus cálidos rayos directamente sobre la alegre tierra,

cuando reine el estío, entonces deberás vivir en la Tierra,

y pisar estas llanuras, o jugar con tus ninfas,

o junto a tu madre, con pacífica alegría.

Pero cuando la dura escarcha congele el desnudo y negro suelo,

los árboles hayan perdido sus hojas, y pájaros pintados,

que píen pidiendo alimento vuelen a través del aire penetrante,

entonces descenderás a la noche más profunda y reinarás

Gran Reina del Tártaro.

Ante esto, Ceres promete que la Tierra solo será fértil cuando Proserpina viva junto a ella.

## Género

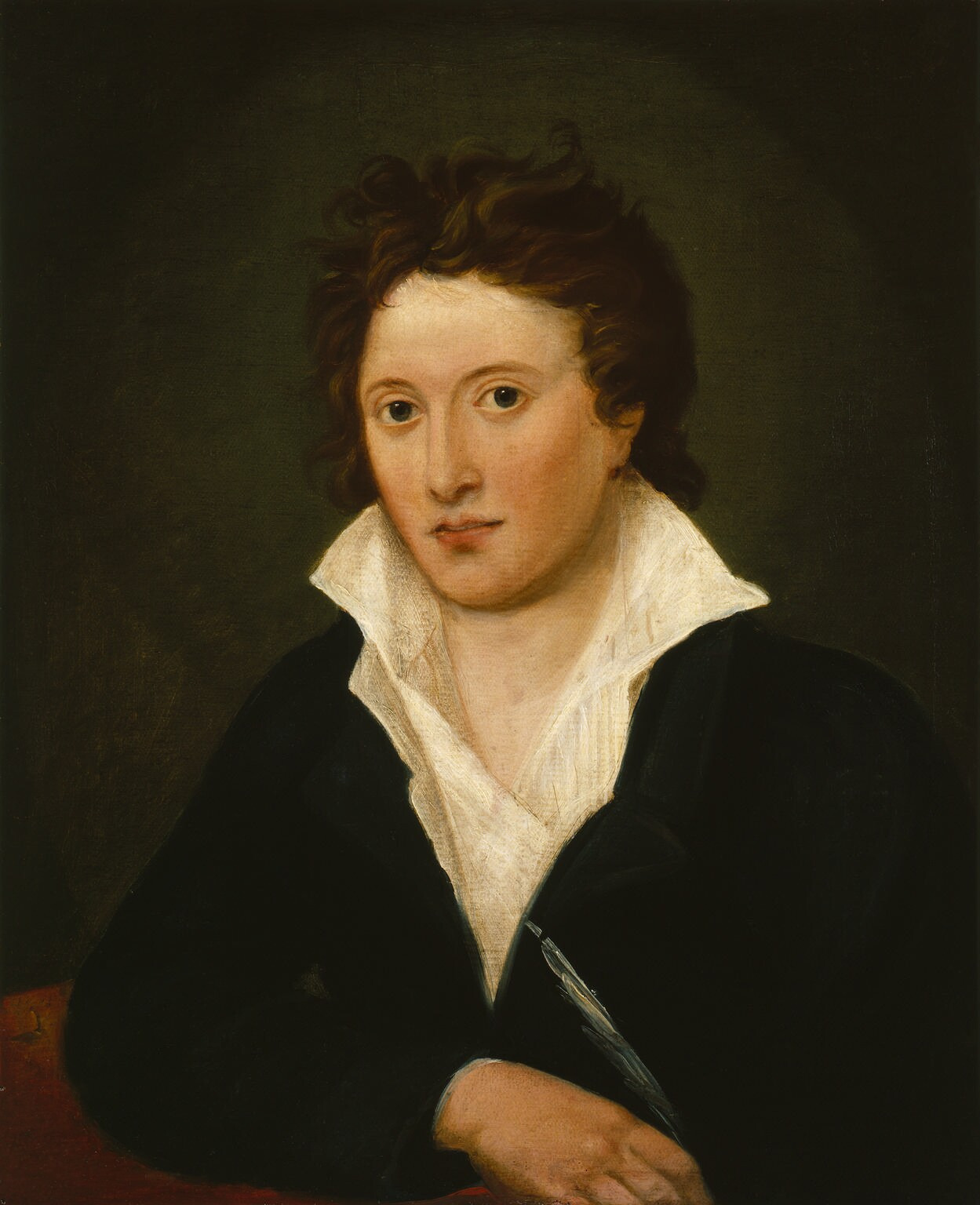
Percy Bysshe Shelley escribió sobre Proserpina en su poema Prometeo liberado (Amelia Curran, 1819).

Proserpina es un drama en verso blanco escrito por Mary Shelley que incluye dos poemas líricos de Percy Shelley. A principios del siglo XVIII la poesía lírica estaba asociada a los poetas y la poesía cotidiana a las poetisas, reflejando esa tendencia la división del trabajo en Proserpina. Los poemas de Percy ayudan a enfatizar la naturaleza mítica de la historia de Proserpina; Percy continuó su trascendental descripción de Proserpina en su poema Prometeo liberado. El drama de Mary consta de objetos descritos cuidadosamente, como flores. Además, sus personajes no hablan en monólogos —a excepción de en los poemas de Percy— mejor dicho, «casi cada discurso es dirigido a otro personaje y suele ocuparse de la descripción del estado emocional de otro, o suscitar una reacción emocional». El diálogo en Proserpina se basa en la empatía, y no en el conflicto típico del drama. Mary Shelley también se negó a adoptar el sensacionalismo visual del teatro de principios del siglo XIX, centrándose en su lugar en «escenas de emoción realzada».
Los expertos han discutido sobre si la intención de Mary Shelley fue la de llevar a escena la obra. La mayoría coincide en que nunca hubo la intención de que fuera interpretada, coincidiendo con el romántico Alan Richardson en que la obra es un «drama lírico» o «teatro mental» en el estilo del drama privado romántico «haciendo énfasis más en los personajes que en el argumento, en la reacción que en la acción, y en su alejamiento del teatro». Sin embargo, en el siglo XVIII el erudito teatral Judith Pascoe cuestionó esta conclusión, señalando detalladamente en el manuscrito indicaciones para su puesta en escena: «Ceres y sus compañeros están alineados a un lado esperando impacientemente; de la cueva del otro lado entra a escena Proserpina, asistida por varias oscuras y lúgubres formas que portan antorchas, entre las que se encuentra Ascálafo. Ceres y su hija se abrazan; sus ninfas la rodean». Con esta prueba, sostiene que Shelley intentó llevar a escena su obra.
El erudito literario Jeffrey Cox ha expuesto que Proserpina, junto con Midas, Prometeo liberado y otras obras escritas por el círculo Leigh Hunt, eran «no un rechazo al escenario sino un intento de rehacerlo». Alejándose de los géneros tradicionales de la tragedia y la comedia de enredo, estos escritores reinventaron el drama escribiendo mascaradas y dramas pastorales. Sostiene que Midas y Prometeo liberado son un par de dramas mitológicos que demuestran «las fuerzas de la opresión». Por ello, Proserpina «celebra un mundo pastoral [...] amenazado por la violencia sexual masculina y la tiranía de un dios celestial».

## Temas

La versión de Mary Shelley del mito de Proserpina es una versión feminista. Retrato de Mary Shelley por Richard Rothwell, 1840. National Portrait Gallery.

Mary Shelley amplió y revisó la historia de Proserpina del poeta romano Ovidio, que forma parte de Las metamorfosis. El relato está basado en el mito griego de Deméter y Perséfone, en el que se explica el cambio de las estaciones a través de las visitas de Perséfone al inframundo: cuando es recluida en el reino de Hades, el otoño y el invierno cubren la Tierra, y cuando regresa a vivir con su madre florecen la primavera y el verano. El mito representa la victoria de la violencia masculina sobre la procreación femenina. Como Percy Shelley, John Keats y lord Byron, Mary Shelley estuvo interesada en reescribir los mitos clásicos; sin embargo, como otras escritoras románticas, estuvo particularmente interesada en cuestionar sus temas patriarcales. Al revisar el mito de Proserpina, Mary situó a la mujer y su fuerza en el centro de la narración. Por ejemplo, Ovidio representa a Proserpina como «una niña inconsciente, que se aleja intencionadamente en busca de flores en un abandono infantil» mientras que «Shelley describe a Proserpina como una adolescente amable y empática» que quiere encontrar flores para su madre. La versión del mito de Ovidio se centra en la violencia, particularmente en el secuestro y violación de Proserpina, mientras que la obra de Shelley lo hace en el suspense de su búsqueda. Su versión pone de relieve la profunda pena de Ceres y las ninfas y el deseo de la propia Proserpina de escapar del inframundo, en lugar de la violación (que tiene lugar fuera de escena). En contraste, otras adaptaciones del siglo XIX de la obra ampliaron la escena de la violación, volviéndola romántica y convirtiéndola en una escena de noviazgo.
Las mujeres y sus asuntos dominan el drama de Mary Shelley —no aparecen personajes masculinos, con la breve excepción de Ascálafo—. Sin embargo, tal y como sostiene la romántica Marjean Purinton, hay una fuerte presencia masculina en la obra incluso sin personajes masculinos, sugiriendo «la ubicua presencia del poder patriarcal en la esfera doméstica». Aunque el mito trata fundamentalmente sobre la violación y la tiranía masculina, Shelley lo transforma es una historia sobre la solidaridad y la comunidad femenina —esas mujeres eran narradoras y creadoras de mitos que determinaban su propio destino—. El amor de Ceres —un amor de madre— desafía el poder de los dioses. Shelley narra casi toda la historia desde el punto de vista de Ceres; «su obra alaba como una elegía la creatividad y la fecundidad como "hoja, y brizna, y capullo, y flor"». Shelley escribe papeles activos, en lugar de pasivos, para Proserpina y Ceres; por ejemplo, es el enfado de Ceres, y no su pena, lo que trae «la plaga del invierno». Sin embargo, el secuestro de Proserpina ya se imagina en la historia de Aretusa y, como apunta la especialista literaria Julie Carlson, las mujeres solo pueden unirse después del rapto.
En la versión del mito de Shelley, el paraíso se pierde no por culpa de la mujer, sino por la interferencia del hombre. La «violencia egotista y depredadora» de Plutón es yuxtapuesta a la «bondad cariñosa, su buena voluntad para mantener la vida, [y] su suave devoción hacia su hija» de Ceres. En este mito, el sexo es representado como una separación de lo femenino y una entrega forzada a lo masculino. La dominación de Plutón a Proserpina simboliza «una cultura basada en la adquisición y la brutalidad, una cultura que justifica encubiertamente (cuando no se celebra abiertamente) el dominio masculino».
A menudo, Proserpina y Midas son vistos como dos obras opuestas. Proserpina es una obra sobre lazos afectivos femeninos, mientras que Midas es un drama dominado por lo masculino; en Midas unos poetas participan en un concurso mientras que en Proserpina los personajes femeninos participan en una narración común; «donde Midas vive en su palacio de oro imaginándose como el centro de una corte todopoderosa, Ceres se lamenta abandonando su enclave pastoral, que comparte con Proserpina, para dirigirse hacia la corte de Júpiter»; Midas se centra en el oro, mientras que en Proserpina las mujeres disfrutan de las flores; y «donde la sociedad de Midas está marcada por el egoísmo, la codicia y las disputas, la sociedad femenina de Proserpina valora la comunidad, la generosidad y el amor».

## Legado y acogida
Tal y como sostiene la crítica literaria feminista Susan Gubar, el drama de Mary Shelley es parte de una tradición de literatura femenina, que incluye a Elizabeth Barrett Browning, H.D., Toni Morrison, Margaret Atwood y Doris Lessing, que ha respondido a la historia de Ceres y Proserpina. Estas escritoras usan el mito como «una forma de relacionar su propia experiencia como hijas creciendo en su femineidad y potencial maternidad... usan el mito de Deméter y Perséfone para redefinir, reafirmar y celebrar su propia conciencia femenina». Poetisas como Dorothy Wellesley, Rachel Annand Taylor, Babette Deutsch y Helen Wolfert, así como Mary Shelley, retratan a la madre procreadora como una heroína que concibe un espacio para crear relaciones que desafían «las divisiones entre uno mismo y los demás» que quedan en el centro del patriarcado. La poetisa feminista Adrienne Rich escribe que «la pérdida de una hija para la madre, o de la madre para la hija, es la tragedia femenina esencial», y es esta tragedia la que trata Mary Shelley en su obra.
Cuando en 1922, André Henri Koszul publicó por primera vez una trascripción de Proserpina, sostuvo que «los pocos clásicos caprichos que la señora Shelley nunca se atrevió a publicar son tan dignos de consideración como sus obras en prosa más ambiciosas». Sin embargo, su «Introducción» a la obra habla sobre todo de Percy Shelley y su contribución en las obras de Mary. De hecho, como él explica, se decidió a publicarla a fin de contribuir al centenario de Percy. Desde su publicación original, ni Midas ni Proserpina han recibido mucha atención por parte de la crítica; los críticos, o solo han prestado atención a los poemas de Percy Shelley, o han ignorado las obras completamente. La crítica literaria Elizabeth Nitchie afirma que estas obras son «distinguidas solo por la lírica que [Percy] Shelley escribió para ellos», y Sylvia Norman sostiene que «no han recibido realmente un estudio analítico y comparativo». Mientras que Frankenstein o el moderno Prometeo ha mantenido una poderosa fuerza cultural desde su publicación, los otros trabajos de Mary Shelley raramente han sido reeditados y los estudiosos se han centrado casi exclusivamente en Mary Shelley, autora de Frankenstein, y Mary Shelley, esposa de Percy Bysshe Shelley. Sin embargo, con la publicación de los trabajos de Mary Poovey y Anne Mellor en los años 1980 y de The Other Mary Shelley en 1993, se ha prestado más atención a las «otras» obras de Mary Shelley, como lo son sus dramas.